# Tạ Xuân Đào
Tạ Xuân Đào (tiếng Trung giản thể: 谢春涛, bính âm Hán ngữ: Xiè Chūn Tāo, sinh tháng 2 năm 1963, người Hán) là nhà sử học, chính trị gia nước Cộng hòa Nhân dân Trung Hoa. Ông là Ủy viên Ủy ban Trung ương Đảng Cộng sản Trung Quốc khóa XX, Ủy viên dự khuyết khóa XIX, hiện là Phó Hiệu trưởng thường vụ Trường Đảng Trung ương kiêm Phó Viện trưởng thường vụ Học viện Hành chính Quốc gia. Ông nguyên là Phó Hiệu trưởng cũng như Phó Viện trưởng của hai trường trung ương này.
Tạ Xuân Đào là đảng viên Đảng Cộng sản Trung Quốc, học vị Cử nhân Chính trị học, Thạc sĩ Lịch sử Đảng, Tiến sĩ Luật học, học hàm Giáo sư ngành Sử học. Ông có sự nghiệp xuất phát điểm từ Trường Đảng Trung ương, có nhiều công trình nghiên cứu lịch sử Trung Quốc hiện đại, về lịch sử, vai trò, thành tựu của Đảng Cộng sản Trung Quốc, nghiên cứu về chủ nghĩa xã hội đặc sắc Trung Quốc.

## Xuất thân và giáo dục
Tạ Xuân Đào sinh tháng 2 năm 1963 tại huyện Lâm Thuật, nay là huyện thuộc thuộc địa cấp thị Lâm Nghi, tỉnh Sơn Đông, Cộng hòa Nhân dân Trung Hoa. Ông lớn lên và tốt nghiệp phổ thông ở Lâm Thuật, rồi thi đỗ Học viện Sư phạm Sơn Đông, tới thủ phủ Tế Nam, theo học Khoa Chính trị của trường từ tháng 9 năm 1978. Trong những năm học đại học, trường của ông được đổi tên thành Đại học Sư phạm Sơn Đông. Ông tốt nghiệp Cử nhân Chính trị học vào tháng 7 năm 1982, rồi tới Chiết Giang, theo học cao học tại Khoa Chính trị, Đại học Hàng Châu, nhận bằng Thạc sĩ Lịch sử Đảng Cộng sản Trung Quốc vào tháng 7 năm 1985. Sau đó, ông tới thủ đô Bắc Kinh, tiếp tục là nghiên cứu sinh tại Khoa Lịch sử Đảng của Đại học Nhân dân Trung Quốc, trở thành Tiến sĩ Luật học vào tháng 7 năm 1988. Trong những năm nghiên cứu khoa học xã hội, ông được phong học hàm Giáo sư ngành Lịch sử. Tạ Xuân Đào được kết nạp Đảng Cộng sản Trung Quốc vào tháng 7 năm 1985, ông từng tham gia lớp thứ nhất bồi dưỡng trung, thanh niên từ tháng 9 năm 2015 đến tháng 1 năm 2016 tại Trường Đảng Trung ương Đảng Cộng sản Trung Quốc.

## Sự nghiệp
Tháng 7 năm 1988, sau khi nhận bằng Tiến sĩ Luật học ở tuổi 25, Tạ Xuân Đào bắt đầu sự nghiệp khi được tuyển vào Trường Đảng Trung ương Đảng Cộng sản Trung Quốc, là cán bộ của Bộ Nghiên cứu và Giảng dạy lịch sử Đảng (Bộ Giáo Nghiên), lần lượt là Phó Chủ nhiệm rồi Chủ nhiệm của Văn phòng Nghiên cứu và Giảng dạy của bộ, Thư ký giảng dạy của Bộ Giáo Nghiên; và nhậm chức Phó Chủ nhiệm Bộ Giáo Nghiên Trường Đảng từ tháng 8 năm 2002. Tạ Xuân Đào công tác liên tục ở Bộ Giáo Nghiên Trường Đảng 25 năm, từ 1988–2013, từng được điều chuyển làm công vụ viên tham gia kế hoạch lãnh đạo chính quyền địa phương ở Chiết Giang khi kiêm nhiệm làm Phó Thị trưởng Chính phủ Nhân dân địa cấp thị Kim Hoa từ tháng 11 năm 2011 đến tháng 11 năm 2012. Bên cạnh đó, ông là Hội trưởng Hội Sử học hiện đại Trung Quốc.
Tháng 4 năm 2013, Tạ Xuân Đào được bổ nhiệm làm Xã trưởng kiêm Tổng Biên tập Báo Trường Đảng Trung ương (中央党校报刊社), Chủ nhiệm Bộ Giáo Nghiên kiêm Chủ nhiệm Bộ Giáo vụ Trường Đảng, là Ủy viên Đảng ủy trường từ tháng 7 năm 2017. Tháng 10 năm 2017, ông tham gia đại hội đại biểu toàn quốc, được bầu làm Ủy viên dự khuyết Ủy ban Trung ương Đảng Cộng sản Trung Quốc khóa XIX tại Đại hội Đảng Cộng sản Trung Quốc lần thứ 19. Từ ngày 8 tháng 6 năm 2018, ông được bổ nhiệm làm Phó Hiệu trưởng Trường Đảng Trung ương Đảng Cộng sản Trung Quốc kiêm Phó Viện trưởng Học viện Hành chính Quốc gia Trung Quốc, rồi thăng chức thành Phó Hiệu trưởng thường vụ kiêm Phó Viện trưởng thường vụ cấp bộ trưởng từ ngày 26 tháng 6 năm 2022. Cuối năm 2022, ông tham gia Đại hội Đảng Cộng sản Trung Quốc lần thứ XX từ đoàn đại biểu khối cơ quan trung ương Đảng và Nhà nước. Trong quá trình bầu cử tại đại hội, ông được bầu là Ủy viên Ủy ban Trung ương Đảng Cộng sản Trung Quốc khóa XX.

## Công trình khoa học
Trong sự nghiệp nghiên cứu và giáo dục của mình, Tạ Xuân Đào có những tác phẩm, công trình chủ yếu về lịch sử, vai trò, thành tựu của Đảng Cộng sản Trung Quốc. Về lịch sử, ông phân tích các sự kiện từ khi Đảng thành lập, các giai đoạn quan trọng như Đại nhảy vọt, Đại Cách mạng Văn hóa vô sản, cải cách kinh tế. Về vai trò và thành tựu, ông phân tích cách thức và hoạt động mà Đảng Cộng sản đã thực hiện để điều hành đất nước, trả lời câu hỏi vì sao Đảng Cộng sản là đảng cầm quyền, đánh giá Trung Quốc đã và đang thành công theo sự lãnh đạo của Đảng. Các công trình nổi tiếng như:
- Tạ Xuân Đào (2011), 历史的轨迹：中国共产党为什么能?. Nhà xuất bản Tân Thế Giới. ISBN 978-7-510-41931-7.[16]
- Tạ Xuân Đào (2013), 中国特色社会主义史. Nhà xuất bản Nhân dân Phúc Kiến. ISBN 978-7-211-06873-9.[17]
- Tạ Xuân Đào (2013), 向毛泽东学习. Nhà xuất bản Trường Đảng Trung ương. ISBN 978-7-503-55183-3.[18]
- Tạ Xuân Đào (2013), 中国共产党如何治理国家. Nhà xuất bản Tân Thế Giới. ISBN 978-7-510-43793-9.[19]
- Tạ Xuân Đào (2016), 中国共产党如何反腐败?. Nhà xuất bản Tân Thế Giới. ISBN 978-7-510-45428-8.[20]
- Tạ Xuân Đào (2017), 中国共产党如何治党?. Nhà xuất bản Tân Thế Giới. ISBN 978-7-510-46330-3.[21]
- Tạ Xuân Đào (2019), 中国共产党如何改变中国. Nhà xuất bản Nhân dân. ISBN 978-7-010-21804-5.[22]
- Tạ Xuân Đào (2019), 改革开放为什么成功. Nhà xuất bản Nhân dân. ISBN 978-7-010-20165-8.[23]
- Tạ Xuân Đào (2022), 读懂中国共产党. Nhà xuất bản Xây dựng Đảng. ISBN 978-7-509-91314-7.[24]
- Tạ Xuân Đào (2022), 中国共产党百年百事. Nhà xuất bản Trường Đảng Trung ương. ISBN 978-7-503-57234-0.[25]

## Giải thưởng
Tạ Xuân Đào đã được giao một số giải thưởng như:
- 1998: Phụ cấp đặc biệt cho chuyên gia ngành khoa học của Quốc vụ viện;
- 2005: Giải thưởng "Người lao động tiên tiến toàn quốc Trung Quốc" (全国先进工作者称号) của Quốc vụ viện;
- Ông được Bộ Tổ chức Trung ương xác định là chuyên gia nhóm liên kết với trung ương, được Bộ Tuyên truyền Trung ương nhận định là nhân tài thế hệ thứ tư của công tác tuyên giáo, tư tưởng, dân tộc Trung Quốc; được chọn là lứa tài năng đầu tiên về triết học và khoa học xã hội trong Kế hoạch vạn người (万人计划) của Trung Quốc.[26]